# رایشناو آن در راکس
رایشنو آندر راکس (به آلمانی: Reichenau an der Rax) یک منطقهٔ مسکونی در اتریش است که در ناحیه نوین‌کیرشن واقع شده‌است. رایشنو آندر راکس ۲٬۹۱۴ نفر جمعیت دارد.

## خواهرخوانده
شهر لاتیسانا خواهرخواندهٔ رایشنو آندر راکس هست.